# Acanthiops variegatus
Acanthiops variegatus is een haft uit de familie Baetidae. De wetenschappelijke naam van de soort is voor het eerst geldig gepubliceerd in 1991 door Gillies.
De soort komt voor in het Afrotropisch gebied.